# Ivo Van Damme
Ivo Van Damme (Dendermonde, 21 de fevereiro de  1954 – 29 de dezembro de 1976) foi um atleta belga, corredor de provas de meio fundo. A morte prematura deixou apenas duas medalhas olímpicas alcançadas nos Jogos Olímpicos de Montreal 1976 e um recorde belga de 800 metros que ainda hoje perdura.

## Curta carreira desportiva
Jogou futebol até aos 16 anos, altura em que enveredou pela carreira atlética. A confirmação chegou em 1973, quando se posicionou em quarto lugar nos 800 metros nos Campeonatos Europeus de Juniores. A época seguinte ficaria estragada pela mononucleose que contraíu, mas voltaria na temporada de 1975 aos seus bons registos internacionais, obtendo a medalha de prata nos Campeonatos Europeus em Pista Coberta, disputados em Katowice, na Polónia. Nesse mesmo ano, bateria o recorde belga de 800 metros, que era pertença de Roger Moen desde 1955.
Em 1976, apareceria em grande forma nas Olimpíadas de Montreal. No dia 25 de julho correu a final de 800 metros, na qual foi segundo classificado atrás do duplo campeão olímpico cubano Alberto Juantorena, e obtendo um tempo de 1:43.86 m que ainda hoje constitui o recorde nacional belga.
Nos dias seguintes conseguiria apurar-se também para a final de 1500 metros. Mais uma vez, terminaria em segundo lugar, agora atrás do neozelandês John Walker.
No dia 29 de dezembro de 1976, quando regressava de um estágio desportivo em França, Van Damme foi vítima de um acidente de viação que lhe roubaria a vida, pondo fim, aos 22 anos de idade, a uma carreira que adivinhava auspiciosa.

## Legado
Desde 1977 que tem lugar em Bruxelas um meeting de atletismo que tem o nome de Memorial Van Damme e que continua a ser uma das mais famosas provas internacionais do calendário anual.
Após a morte de Ivo Van Damme, a Bélgica passou por um longo período sem que tivessem despontado nomes sonantes no panorama atlético internacional. Foi preciso esperar até ao século XXI para que nomes como Kim Gevaert ou Tia Hellebaut viessem relembrar um passado de grandes atletas, como Karel Lismont, Emiel Puttemans, Gaston Roelants, Alfons Brijdenbach e outros que marcaram o desporto belga dos anos 60 e 70.